# Chambray-lès-Tours
Chambray-lès-Tours ist eine Gemeinde in Frankreich mit 11.877 Einwohnern (Stand 1. Januar 2022) im Département Indre-et-Loire in der Région Centre-Val de Loire.

## Geografie
Die Stadt liegt unweit des Flusses Loire.

### Verkehrsanbindung
Die Autobahn A10, die ehemalige Bundesstraße RN 10, heute RD 910, sowie die ehemalige Bundesstraße RN 143, heute RD 943 verbinden Chambray-lès-Tours auf nationaler Ebene. Die Stadt wird durch eine Umgehungsstraße mit A 10, RD 910 und im Südosten mit der RD 943 verbunden.

### Nachbargemeinden
Chambray-lès-Tours befindet sich sechs Kilometer südlich von Tours. Im Nordwesten grenzt die Stadt an Joué-lès-Tours, im Nordosten an Saint Avertin.

## Namensherkunft
Ab 1245 hieß die Stadt Chamberium, ab 1290 Chamberio, ab 1320 Parochia de Chambreio, bis sie im 18. Jahrhundert in Chambray umbenannt wurde.
1918 erhielt sie schließlich ihren heutigen Namen Chambray-lès-Tours. Diese Namen erhielt sie nach dem Namen des ehemaligen gallo- römischen Besitzers, Cambarius.

## Politik

### Politik der nachhaltigen Entwicklung
2006 startete die Stadt eine Initiative der nachhaltigen Politik zur Agenda 21.
Im Concours des villes et villages fleuris wurden der Stadt 2016 zwei Blumen verliehen.

## Städtepartnerschaften
Partnerstädte sind Bad Camberg in Hessen und Võru in Estland.

## Bevölkerungsentwicklung
| Jahr                       | 1962 | 1968 | 1975 | 1982 | 1990 | 1999   | 2006   | 2018   |
| Einwohner                  | 1810 | 3126 | 5644 | 7357 | 8190 | 10.275 | 10.526 | 11.738 |
| Quellen: Cassini und INSEE |      |      |      |      |      |        |        |        |

## Bildung

### Kindergärten
- École maternelle Jean de la Fontaine
- École maternelle Maryse Bastié
- École maternelle Paul Emilie Victor

### Grundschulen
- École Claude-Chappe
- École Jean Moulin
- École Paul-Louis-Courier

### Privatschulen
- École Marie-de-l’Incarnation

### Gesamtschulen
- Das private Collège Saint-Étienne besteht seit 1993 und bietet eine allgemeine Bildung. Es hat rund 220 Schüler.

### Oberstufenschulen
- Lycée professionnel agricole
- Lycée privé d’enseignement technologique et professionnel Sainte-Marguerite

## Sport
Im U.S.C. ( Sportliche Vereinigung Chambray) werden Aîkido, Badminton, Basketball, Boxen, Radfahren, Klettern, Fußball, Handball, Judo, Karate, Schwimmen, Boulen, Tauchen, Tennis, Tischtennis, Bogenschießen, Segeln und Volleyball angeboten.

## Sehenswürdigkeiten
Kirche Saint-Symphorien

## Persönlichkeiten
- Florent Brard (* 1976), Radrennfahrer
- Mikaël Silvestre (* 1977), Fußballspieler
- Laurent Bonnart (* 1979), Fußballspieler
- Thomas Dossevi (* 1979), französisch-togoischer Fußballspieler
- Zaz (* 1980), Sängerin
- Charles Bardou (* 1982), Wurfscheibenschütze
- Jérôme Clavier (* 1983), Stabhochspringer
- Reynald Lemaître (* 1983), Fußballspieler
- Jonathan Hivert (* 1985), Radrennfahrer
- Mathieu Dossevi (* 1988), französisch-togolesischer Fußballspieler
- Maxime Sauvé (* 1990), kanadischer Eishockeyspieler
- Nicolas de Préville (* 1991), Fußballspieler
- Adam Ounas (* 1996), Fußballspieler
- Jean-Baptiste Simmenauer (* 2000), Autorennfahrer